# Егон Єнссон
Е́гон Є́нссон (швед. Egon Jönsson, нар. 8 жовтня 1921, Мальме — пом. 19 березня 2000) — шведський футболіст, що грав на позиції півзахисника за «Мальме» та національну збірну Швеції, у складі якої 1948 року став олімпійським чемпіоном.

## Клубна кар'єра
У дорослому футболі дебютував 1943 року виступами за команду клубу «Мальме», кольори якої і захищав протягом усієї своєї кар'єри гравця, що тривала дванадцять років. У складі «Мальме» був одним з головних бомбардирів команди, маючи середню результативність на рівні 0,5 голу за гру першості.
Помер 19 березня 2000 року на 79-му році життя.

## Виступи за збірну
1946 року дебютував в офіційних матчах у складі національної збірної Швеції. Протягом кар'єри у національній команді, яка тривала 7 років, провів у формі головної команди країни 22 матчі, забивши 9 голів.
У складі збірної був учасником футбольного турніру на Олімпійських іграх 1948 року у Лондоні, по результатах якого став олімпійським чемпіоном, чемпіонату світу 1950 року у Бразилії, на якому команда здобула бронзові нагороди, а також футбольного турніру на Олімпійських іграх 1952 року у Гельсінкі.

## Титули і досягнення
- Чемпіон Швеції: 1943-44, 1948-49, 1949-50
- Володар Кубка Швеції: 1944, 1946, 1947
- Олімпійський чемпіон: 1948
- Бронзовий олімпійський призер: 1952
- Бронзовий призер чемпіонату світу: 1950